# Cantone di Beauchamp
Il Cantone di Beauchamp era una divisione amministrativa dell'arrondissement di Pontoise.
È stato soppresso a seguito della riforma complessiva dei cantoni del 2014, che è entrata in vigore con le elezioni dipartimentali del 2015.
Comprendeva i comuni di:
- Beauchamp
- Pierrelaye
- Le Plessis-Bouchard